# مرد، زن و گناه
«مرد، زن و گناه» (انگلیسی: Man, Woman and Sin) یک فیلم به کارگردانی جان گیلبرت است که در سال ۱۹۲۷ منتشر شد. از بازیگران آن می‌توان به جین ایگلز، جان گیلبرت، و چارلز کی. فرنچ اشاره کرد.